# Roland Hammermüller
Roland Hammermüller (* 21. November 1927 in Grünberg; † 3. März 2019) war ein deutscher Politiker und Funktionär der DDR-Blockpartei Demokratische Bauernpartei Deutschlands (DBD).
Hammermüller war der Sohn einer Arbeiterfamilie. Er wurde Maschinenschlosser, staatlich geprüfter Landwirt und Diplom-Agrarökonom. Als solcher wurde er Vorsitzender der LPG „Junge Garde“ in Plossig. Von 1963 bis 1971 gehörte er der Volkskammer der DDR an.